# Klindamycin

Strukturformel

Klindamycin (varunamn: Dalacin) är en kemisk förening med formeln C18H33ClN2O5S. Ämnet är ett antibiotikum. Som läkemedel används det främst för behandling av infektioner i svalget samt i hud och mjukdelar. Preparatet används också emot acne men i salvform. Under användning av klindamycin kan eventuell annan medicinering påverkas. Ämnet marknadsförs under ett flertal handelsnamn, exempelvis Dalacin och Duac.
Vanliga biverkningar är:
- Illamående
- Kräkningar
- Diarré

Mindre vanliga biverkningar är:
- Nässelutslag
- Andra utslag

Sällsynta biverkningar är:
- Allergiska reaktioner
- Blodförändringar
- Svår diarré
- Inflammation i matstrupen
- Leverpåverkan
- Svampöverväxt i underlivet
- Feber
- Ansiktssvullnad

Klindamycin verkar genom att hindra proteinsyntesen. Genom att binda till den stora subenheten på ribosomen hindrar klindamycin ribosomen från att translokaliseras.